# Kanton Lagnieu
Lagnieu is een kanton van het Franse departement Ain. Het kanton maakt deel uit van de arrondissementen Belley (21) en Bourg-en-Bresse (4).

## Gemeenten
Het kanton Lagnieu omvatte tot 2014 de volgende 13 gemeenten:
- Ambutrix
- Blyes
- Chazey-sur-Ain
- Lagnieu (hoofdplaats)
- Leyment
- Loyettes
- Sainte-Julie
- Saint-Sorlin-en-Bugey
- Saint-Vulbas
- Sault-Brénaz
- Souclin
- Vaux-en-Bugey
- Villebois

Na de herindeling van de kantons bij decreet van 13 februari 2014, met uitwerking op 22 maart 2015, zijn dat :
- Bénonces
- Blyes
- Briord
- Charnoz-sur-Ain
- Chazey-sur-Ain
- Innimond
- Lagnieu (hoofdplaats)
- Leyment
- Lhuis
- Lompnas
- Loyettes
- Marchamp
- Montagnieu
- Ordonnaz
- Saint-Jean-de-Niost
- Saint-Maurice-de-Gourdans
- Saint-Sorlin-en-Bugey
- Saint-Vulbas
- Sainte-Julie
- Sault-Brénaz
- Seillonnaz
- Serrières-de-Briord
- Souclin
- Villebois
- Villieu-Loyes-Mollon